# Lea megye
Lea megye az Amerikai Egyesült Államokban, azon belül Új-Mexikó államban található. Megyeszékhelye Lovington, legnagyobb városa Hobbs. Lakosainak száma 74 455 fő (2020. április 1.). Lea megye Andrews, Loving, Cochran, Gaines, Yoakum, Winkler, Eddy, Roosevelt és Chaves megyékkel határos.

## Népesség
A megye népességének változása:
| Lakosok száma | 64 652 | 65 045 | 66 165 | 68 062 | 71 180 | 74 455 |
|               | 2010   | 2011   | 2012   | 2013   | 2015   | 2020   |